# Bei Jiang
Der Bei Jiang oder Nordfluss (chinesisch 北江, Pinyin Běi Jiāng, Jyutping Bak1 Gong1) ist ein 255 km langer linker Nebenfluss des Westflusses in der Provinz Guangdong im Südosten der Volksrepublik China.

## Flusslauf
Der Bei Jiang entsteht in der Stadt Shaoguan durch den Zusammenfluss von Wu Jiang (武江), der von Nordwesten kommt, und Zhen Jiang, der von Nordosten heranfließt. Der Bei Jiang fließt in überwiegend südsüdwestlicher Richtung. Am Flusslauf liegen die Städte Yingde und Qingyuan. Am Bei Jiang befinden sich mehrere Staudämme mit Wasserkraftwerk und Schiffsschleuse. Der Bei Jiang trifft schließlich 40 km westlich der Provinzhauptstadt Guangzhou im Bezirk Sanshui der Stadt Foshan auf das Flusssystem des Westflusses. Abhängig von der Fließrichtung des die beiden Flüsse verbindenden Flussarms fließt der Bei Jiang in den Hauptfluss des Westflusses oder er mündet in einen Seitenarm des Westflusses. Flussabwärts verläuft der Dongping-Kanal. Nach etwa 100 Kilometern erreicht das Wasser des Bei Jiang das Ästuar des Perlflusses. 

## Einzugsgebiet und Hydrologie
Das etwa 46.700 km² große Einzugsgebiet weist ein subtropisches Monsunklima auf. Die meisten Niederschläge treten gewöhnlich von April bis September auf. Im Mai 2024 traten zahlreiche Flüsse im Einzugsgebiet des Bei Jiang über ihre Ufer und verursachten schwere Überschwemmungen.

## Nebenflüsse
Größere Nebenflüsse des Bei Jiang sind in Abflussrichtung:
- Nan Shui von rechts
- Weng Jiang von links
- Lian Jiang von rechts
- Pa Jiang von links
- Bin Jiang von rechts
- Dayan Jiang von links
- Sui Jiang von rechts

## Staubauwerke
Am Flusslauf befinden sich 5 Staubauwerke. Sie weisen jeweils ein angeschlossenes Wasserkraftwerk sowie eine Schiffsschleuse auf.
| Name       | Koord. | Fertig- stellung | Leistung in MW | Jahres- leistung in GWh |
| ---------- | ------ | ---------------- | -------------- | ----------------------- |
| Mengzhouba | (⊙)    | 1998             | 48             | 152                     |
| Mengli     | (⊙)    | 2004             | 52             | 188                     |
| Baishiyao  | (⊙)    |                  | 72             |                         |
| Feilaixia  | (⊙)    | 1999             | 140            |                         |
| -          | (⊙)    |                  |                |                         |

## Umwelt
Ende 2005 gelangten von einer Zinkhütte in der Stadt Shaoguan Cadmium-haltige Abwässer in den Fluss.